# Nazionale maschile under 21 di calcio d'Israele
La Nazionale di calcio israeliana Under-21 (הנבחרת הצעירה של ישראל בכדורגל) è la rappresentativa calcistica Under-21 d'Israele ed è posta sotto l'egida della IFA. La squadra partecipa al campionato europeo di categoria che si tiene ogni due anni.

## Partecipazioni ai tornei internazionali

### Europeo U-21
- 1992: Non qualificata
- 1994: Non qualificata
- 1996: Non qualificata
- 1998: Non qualificata
- 2000: Non qualificata
- 2002: Non qualificata
- 2004: Non qualificata
- 2006: Non qualificata
- 2007: Primo turno
- 2009: Non qualificata
- 2011: Non qualificata
- 2013: Primo turno
- 2015: Non qualificata
- 2017: Non qualificata
- 2019: Non qualificata
- 2021: Non qualificata
- 2023: Semifinali

## Rose

### Europei
Campionato d’Europa Under-21 UEFA 20071 Levita, 2 Spungin, 3 Danin, 4 Maymon, 5 Keinan, 6 Jan, 7 Srur, 8 Baruchyan, 9 Itzhaki, 10 Tamuz, 11 Peretz, 12 Duani, 13 Damari, 14 Arbeitman, 15 Peser, 16 Ben Shushan, 17 Sahar, 18 Almadon, 19 Bondar, 20 Taga, 21 Yeini, 22 Refaelov, 23 Shekel, CT: Levy
Campionato d’Europa Under-21 UEFA 20131 Klaiman, 2 Dasa, 3 Davidzada, 4 Levy, 5 Vehava, 6 Kabha, 7 Zaguri, 8 Bitton, 9 Kalibat, 10 Golasa, 11 Dabour, 12 Gotlieb, 13 Tawatha, 14 Barouch, 15 Turgeman, 16 Verta, 17 Sallallich, 18 Levi, 19 Azam, 20 Ben Harush, 21 Altman, 22 Kriaf, 23 Yanko, CT: Luzon
Campionato d'Europa Under-21 UEFA 20231 Peretz, 2 Jaber, 3 Morgan, 4 Blorian, 5 Cohen, 6 Gandelman, 7 Karzev, 8 Bar, 9 Gorno, 10 Gloukh, 11 Turgeman, 12 Revivo, 13 Khalaili, 14 Bilu, 15 Azulay, 16 Hofmayster, 17 Farada, 18 Kayouf, 19 Abu Rumi, 20 Layous, 21 Lemkin, 22 Hagag, 23 Tzarfati, CT: Luzon